# Timo Salonen
Timo Salonen (Helsinki, 1951. október 8. –) finn raliversenyző, egyszeres rali-világbajnok.

## Pályafutása
1977-ben a Kanada-ralin szerezte első világbajnoki győzelmét. 1985-ben öt győzelmet szerzett, és több mint ötven pont előnyben nyerte meg a világbajnokságot a címvédő Stig Blomqvist előtt. Ez egyben a Peugeot első világbajnoki címét jelentette a versenyzők között, valamint a francia gyár ez évben megnyerte a gyártók értékelését is. Kissé köpcös testalkata, erős szemüvege miatt egyéni karaktere volt kortársai között, mindamellett rengeteget dohányzott. Pályatársai gyakran illették "Löysä" gúnynévvel, ami finnül "lazát" vagy akár "hanyagot" jelent. Ezt többek között azért is kapta, mert nagy sebességnél is lazán kezelte a versenyautót, egy kézzel fogta a kormányt, vagy éppen a nézőknek integetett.
1986-ban két győzelemmel a harmadik helyen zárta az évet. 1987-ben a svéd ralin megszerezte a Mazda gyár első világbajnoki győzelmét.

### Rali-világbajnoki győzelmei
| #   | Dátum                   | Rali                  | Navigátor       | Autó               | Összefoglaló |
| --- | ----------------------- | --------------------- | --------------- | ------------------ | ------------ |
| 1.  | 1977. szeptember 14-18. | Kanada-rali           | Jaakko Markkula | Fiat 131 Abarth    | Összefoglaló |
| 2.  | 1980. szeptember 13-17. | Új-Zéland-rali        | Seppo Harjanne  | Datsun 160J        | Összefoglaló |
| 3.  | 1981. október 26-31.    | Elefántcsontpart-rali | Seppo Harjanne  | Datsun Violet GT   | Összefoglaló |
| 4.  | 1985. március 6-9.      | Portugál rali         | Seppo Harjanne  | Peugeot 205 T16    | Összefoglaló |
| 5.  | 1985. május 27-30.      | Akropolisz-rali       | Seppo Harjanne  | Peugeot 205 T16 E2 | Összefoglaló |
| 6.  | 1985. jún. 29.-júl. 2.  | Új-Zéland-rali        | Seppo Harjanne  | Peugeot 205 T16 E2 | Összefoglaló |
| 7.  | 1985. júl. 31.-aug. 3.  | Argentin rali         | Seppo Harjanne  | Peugeot 205 T16 E2 | Összefoglaló |
| 8.  | 1985. augusztus 23-25.  | Finn rali             | Seppo Harjanne  | Peugeot 205 T16 E2 | Összefoglaló |
| 9.  | 1986. szeptember 5-7.   | Finn rali             | Seppo Harjanne  | Peugeot 205 16 E2  | Összefoglaló |
| 10. | 1986. november 16-19.   | Brit rali             | Seppo Harjanne  | Peugeot 205 16 E2  | Összefoglaló |
| 11. | 1987. február 13-14.    | Svéd rali             | Seppo Harjanne  | Mazda 323          | Összefoglaló |

## Külső hivatkozások
- Profilja a rallybase.nl honlapon
- Profilja a juwra.com honlapon